# Ортлиб Цвифальтенский
Ортлиб Цвифальтенский, или Ортлиб Нересхаймский (нем. Ortlieb von Zwiefalten, лат. Ortlibus Zwivildensis, Ortlibus Neresheimensis; ум. после 1163 или 1164) — немецкий хронист, монах-бенедиктинец из Цвифальтенского монастыря в Швабии, настоятель Норесхаймского аббатства (1140—1169). Автор «Хроники об основании Цвифальтенского монастыря».

## Жизнь и труды
Биографических сведений немного, происходил из служилых швабских дворян, возможно, министериалов графов Ахальм, и родился около 1080 года в окрестностях Ройтлингена в Шварцвальде. В юном возрасте, не позже 1098 года, постригся в Цвифальтенской обители, располагавшейся по Дунаю примерно в 50 км выше г. Ульма и подчинявшейся Констанцскому диоцезу. Получив в ней образование, к 1130-м годам дослужился до должности кустода. С 1140 года занимал пост настоятеля Норесхаймского аббатства Святых Ульриха и Афры (Баден-Вюртемберг), относившегося к Аугсбургской епархии, в котором и умер в 1163 или 1164 году.
Автор латинской хроники «Об основании Цвифальтенского монастыря в двух книгах» (лат. De fundatione monasterii Zwivildensis libri duo), составленной в между 1135 и 1139 годами, возможно, в 1137-м или 1138-м, по просьбе второго настоятеля обители Ульриха. Источниками для неё, помимо «Цвифальтенских анналов», послужили исторические труды Фрутольфа из Михельсберга, Эккехарда из Ауры, Бернольда из Констанца и Бонизо из Сутри.
Подробно освещая начальный период истории аббатства (1089—1109) на основании заметок, оставленных аббатом Ульрихом, хроника доводит изложение до 1138 года, и, наряду с событиями местной и германской истории, содержит сведения о Польше, Руси и пр. соседних странах. В ней приводится ряд важных исторических документов, включая датированный 1089/1090 годом Бемпфлингенский договор, регулировавший права наследования между графами Куно и Лиутпольдом, с одной стороны, и племянником их графом Вернером фон Грюнингеном, в тексте которого впервые упоминается город Ройтлинген.
Оставшаяся незавершённой, «Цвифальтенская хроника» была дополнена сведениями за 1140—1163 годы Бертольдом Цвифальтенским, сменившим Ортлиба в 1137 году в должности кустоса, а два года спустя избранным аббатом. Ею пользовались уже летописцы-современники Ортлиба и Бертольда, в частности, Оттон Фрейзингенский.
Хроника Ортлиба из Цвифальтена сохранилась, как минимум, в восьми рукописях, семь из которых являются поздними бумажными копиями XVI—XVII вв., и лишь старейшая пергаментная, относящаяся к середине XII века и ныне находящаяся в собрании Земельной библиотеки Вюртемберга в Штутгарте, предположительно является автографической. Её научное издание вышло в 1852 году в Ганновере под редакцией немецкого историка Генриха Фридриха Отто Абеля, включившего её вместе с продолжением Бертольда в 10-й том «Памятников германской истории» (серия Scriptores in Folio). Заново отредактированная академическая публикация хроники была подготовлена к печати в 1941 году в Берлине и Штутгарте американским филологом-германистом Луитпольдом Валлахом, совместно с немецкими историком Эрихом Кёнигом и архивистом Карлом Отто Мюллером, и в 1978 году переиздана в Зигмарингене.
Перу Ортлиба из Цвифальтена принадлежат также «Каталог Цвифальтенских настоятелей» (лат. Catalogus abbatum Zwifaltensium) и «Каталог епископов Констанца» (лат. Catalogus episcoporum Constantiensium).

## Издания
- Ortliebi de fundatione monasterii Zwivildensis libri II. Edente H. Fr. Ottone Abel. — Monumenta Germaniae Historica. — Tomus X. — Hannover, 1852. — P. 64—92. — (Scriptores in Folio).
- Die Zwiefalter Chroniken Ortliebs und Bertholds, hrsg. von Luitpold Wallach, Erich König, Karl Otto Müller // Schwäbische Chroniken der Stauferzeit. — Band 2. — Stuttgart; Berlin: W. Kohlhammer, 1941. Переизд.: Sigmaringen: Thorbecke, 1978. — S. 136—286. — ISBN 3-7995-6041-6.

## Переводы на русский язык
- Хроника Ортлиба Цвифальтенского / Пер. М. Б. Свердлова // Латиноязычные источники по истории Древней Руси. Германия. Середина XII — середина XIII в. — М.: Институт истории АН СССР, 1990. — С. 247—254.